# Aslan Maskhadov
Aslan Alievič Maskhadov (em checheno: Аслан Али кант Масхадан, Aslan Ali kant Masxadan; em russo: Аслан Алиевич Масхадов) (Shakai, 21 de setembro de 1951 – Tolstoj-Jurt, 8 de março de 2005) foi um militar e político russo, de etnia chechena. Foi um coronel do Exército Soviético e, em seguida, um líder político, terceiro Presidente da República Chechena, um Estado do Cáucaso Setentrional.
Para muitos é a ele atribuído o mérito pela vitória chechena na Primeira Guerra Chechena que permitiu a independência de facto, mas não de jure do país. Maskhadov foi eleito presidente em janeiro de 1997. No estouro da Segunda Guerra Chechena, em agosto de 1999, voltou a guiar a guerrilha e a resistência contra o exército russo. Foi morto em Tolstoy-Yurt, um vilarejo da Chechênia setentrional em março de 2005.

## Juventude
Aslan Alievič Maskhadov nasceu em Shakai, próximo a Karaganda, na República Socialista Soviética kazaka (atual Casaquistão), durante a deportação de massa do povo checheno ordenada em 1944 por Stalin. Em 1957, a sua família, que descendia do taip Alleroi, voltou à Chechênia, estabelecendo-se no vilarejo de Zebir-Yurt, no distrito de Nadterechny.
Maskhadov entrou na Armada Vermelha e foi adestrado na vizinha República Socialista Soviética Georgiana (atual Geórgia), se especializando na Escolha de Artilharia de Tbilisi em 1972. Se laureou posteriormente com honra na Escola Superior Kalinin de Artilharia de Leningrado. Foi enviado à Hungria com um regimento de artilharia móvel onde permaneceu até 1986 no Distrito Militar do Báltico. Desde 1990 prestou serviço como Chefe do Estado Maior das forças balísticas e de artilharia soviética em Vilnius, capital da República Socialista Soviética da Lituânia (atual Lituânia). Em janeiro de 1991, tomou parte dos chamados Eventos de janeiro, a tomada da torre da televisão por parte das tropas soviéticas, porém sem participar diretamente.
Durante o seu serviço na Armada Vermelha, lhe foi proposta por duas vezes a Ordem ao Mérito da Pátria. Maskhadov se demitiu do exército soviético em 1992 com a patente de coronel e retornou à Chechênia. Foi chefe da defesa civil chechena entre o fim de 1992 e novembro de 1993.
Após o colapso da União Soviética, no verão de 1993, Maskhadov participou das lutas com a oposição armada do governo de Dzhokhar Dudayev, nos distritos de Urus-Martan, Nadrerechny e de Gudermes. A falha do amotinamento de Dudayev em novembro daquele mesmo ano levou à destituição de Viskhan Shakhabov como Chefe de Estado Maior das Forças Armadas Chechenas. Maskhadov foi o seu substituto interino e, posteriormente, desde março de 1994, se tornou o sucessor como Chefe de Estado Maior.

## Primeira Guerra Chechena
Quando em dezembro de 1994 explodiu a Primeira Guerra Chechena, Maskhadov era a pessoa mais capacitada entre os militares, e foi amplamente reconhecido pela sua contribuição decisiva na vitória contra as forças russas. Na qualidade de vice-presidente do Conselho de Defesa da República Chechena, pois Dudayev era o presidente, e chefe de estado maior, organizou a defesa da capital durante a Batalha de Grozni, coordenando as ações dos separatistas do Palácio Presidencial, onde um dia uma bomba antibunker russa caiu a 20 metros sem explodir. Em fevereiro de 1995 foi promovido por Dudayev a general de divisão.
Em junho de 1995, Maskhadov participou dos colóquios de paz em Grozni para resolver a crise na Chechênia. Em junho de 1996, nas negociações de Nazran, na Inguchétia, assinou por contra da administração chechena o Protocolo do encontro da Comissão para o cessar-fogo e pelas medidas para resolver o conflito armado na República. Em agosto de 1996, após a tomada de Grozni pelas unidades chechenas, houve repetidos colóquios com Aleksandr Ivanovič Lebed' e, em 31 de agosto de 1996 ocorreu a assinatura do Acordo de Chasavjurt, cujo resultado foi um cessar-fogo que pôs fim à Primeira Guerra Chechena.

## Presidente da Chechênia
Em 17 de outubro de 1996 Maskhadov foi nomeado primeiro-ministro da República Chechena, e permaneceu ao mesmo tempo Chefe do Estado Maior e Ministro da Defesa. Maskhadov se candidatou a presidente em 3 de dezembro de 1996, nas eleições livres e democráticas presidenciais e parlamentares tidas no país em janeiro de 1997 sob a égide da OSCE, principalmente contra Shamil Basayev e Zelimkhan Yandarbiyev.
As eleições se desenvolveram com base na Constituição chechena entrada em vigor em março de 1992, segundo a qual a República Chechena era um Estado independente. Os observadores das eleições provinham de outros 20 estados, das ONU e da OSCE. Candidato junto a Vakha Arsanov, que se tornou o seu vice-presidente, Maskhadov obteve uma maioria de 60 por cento e recebeu as congratulações do presidente russo Boris Yeltsin, que se empenhou em trabalhar pela reconstrução das relações com o país. Maskhadov iniciou o mandato em 12 de fevereiro de 1997. Ao tempo tempo assumiu o cargo de primeiro ministro e aboliu o cargo de ministro da defesa. Ficou comandante supremo das forças armadas republicanas. Em 12 de março de 1997 alcançou o ápice da sua própria carreira política quando assinou o tratado de paz com Yeltsin no Kremlin.

### Entre as duas guerras chechenas
Ao fim de 1996, quando Maskhadov entrou no cargo, quase meio milhão de pessoas, isto é, 40 por cento da população chechena antes da guerra estava desolada no interior do país e vivia em campos de refugiados. A economia estava destruída e os senhores da guerra não tinham intenção de perder as próprias milícias, tornando de fato a Chechênia uma espécie de paraíso criminal aos olhos da comunidade internacional. Nessas circunstâncias, a sorte política de Maskhadov começou a declinar. A sua posição política em relação ao país se torna sempre menos segura na medida que perdia o controle em favor de Basayev e dos outros senhores da guerra. Também o seu vice-presidente Arsanov virou um rival político. Como nos anos da presidência de Dudayev antes da Primeira Guerra Chechena, para contrastar o crime organizado, a administração de Maskhadov recorreu a diversas penas, inclusive execuções públicas de criminosos. Foi introduzida a Sharia em fevereiro de 1999.
Maskhadov tentou também, com pouca sorte, limitar o crescimento do Wahhabismo e de outros grupos de fundamentalistas islâmicos apoiados por Basayev e Yandarbiyev, criando uma divisão no movimento separatista checheno entre fundamentalistas islâmicos e nacionalistas laicos. O presidente sobreviveu a diversas tentativas de homicídio. Em 23 de julho de 1998, 21 de março e 10 de abril de 1999 assaltantes usaram mísseis anticarro e bombas. É possível que esses ataques tenham sido organizados por algum senhor da guerra ou pela ala ultra radical dos separatistas chechenos, se bem que oficialmente foi culpado o serviço secreto russo, o Federal'naja Služba Bezopasnosti (FSB).

### Segunda Guerra Chechena
No verão de 1999 Maskhadov condenou a tentativa de Basayev e de seu "irmão de sangue" saudita Ibn al-Khattab de estender a guerra à vizinha República do Daguestão, além dos atentados a dinamite na Rússia em setembro, foram de responsabilidade da República Chechena. Em 1º de outubro, o primeiro-ministro Vladimir Putin declarou ilegítima a autoridade do presidente Maskhadov e do parlamento checheno. Putin enviou o exército russo ao país, e a sua promessa de uma vitória rápida e decisiva o levou rapidamente em direção à presidência russa.
Em 11 de outubro de 1999 Maskhadov delineou um plano de paz oferecendo medidas severas contra os senhores da guerra rebeldes, mas a oferta foi refutada pelos russos. Em resposta, o presidente Maskhadov declarou uma "gazavat" (guerra santa) contra o exército russo que se avizinhava. Logo depois entrou em vigor a lei marcial na Chechênia e foram chamados os reservistas, enquanto o Palácio Presidencial se tornou um dos objetivos do trágico ataque balístico contra Grozni em 23 de outubro de 1999.
Maskhadov foi um dos comandantes no curso da "Batalha de Grozny", junto a Shamil Basayev, Ruslan Gelayev, Ibn al-Khattab, Alambek Ismailov e Khumkarpasha Israpilov. Aslan Maskhadov e seus soldados lançaram audazes contraques contra as tropas russas enquanto combatiam em Grozni. Depois de um encontro entre os chefes militares rebeldes, Maskhadov e outros concordaram de retirar-se da Chechênia e continuar a atacar as forças russas na capital e nas cidades circunvizinhas. Maskhadov foi o primeiro a se retirar pela importância que tinha para a causa rebelde e porque era oficialmente o presidente da Chechênia. Enquanto ele e suas tropas recuavam, deixaram um grande número de armadilhas explosivas e minas para encurralar os soldados russos e tornar impraticável a invasão da capital.
Após a retirada das forças chechenas da capital devastada, Maskhadov voltou a ser um chefe dos guerrilheiros. Nesse ínterim era o segundo homem mais procurado na Rússia depois de Basayev. O Kremlin havia estipulado um valor de 10 milhões de dólares para sua captura. Foi considerado como o chefe político oficial das forças separatistas durante a guerra, mas não está claro que tipo de papel militar tenha tido. Somente em 2000 ele ofereceu por diversas vezes planos de paz com Moscou, sem impor condições, e continuou a fazê-lo nos anos seguintes, mas seus apelos para uma solução política foram sempre ignorados pela Rússia.
Maskhadov propagou a resistência armada à ocupação russa, mas condenou fortemente os ataques a civis. Ele ficou muito comovido pelo homicídio do presidente Akhmad Kadyrov, pró-Rússia, enquanto condenou o homicídio por parte dos russos do ex-presidente separatista por parte dos russos do ex-presidente separatista  Yandarbiyev, no Qatar, em 2004. Maskhadov negou constantemente a responsabilidade pelos atos terroristas sempre mais brutais contra os civis russos cometidos pelos sequazes de Basayev, denunciando continuamente esses fatos através de seu porta-voz no exterior, como Akhmed Zazayev, em Londres. Descreveu os rebeldes do Massacre de Beslan como "loucos" originados do seio da causa de atos de brutalidade cometidos pelos russos.
Em 15 de janeiro de 2005, Maskhadov emanou uma ordem especial para cessar todas as operações militares, exceto às de auto-defesa, dentro e fora da Chechênia, até o final de fevereiro, o aniversário da deportação dos Vainakh, por parte de Stalin, em 1944, como gesto de boa vontade e fez novamente um chamamento para pôr fim ao conflito checheno. Omar Khambiev, encarregado de negociar, afirmou que os separatistas não procuravam mais a independência, mas somente garantias para a existência da nação chechena. Esse cessar-fogo unilateral foi sustentado por Basayev, mas fortemente recusado pelos russos. A Ordem de Maskhadov de suspender temporaneamente as ações ofensivas foram amplamente seguidas pelo movimento rebelde, exceto no Daguestão.

## Morte
Em 8 de março de 2005, menos de um mês após o cessar-fogo anunciado por Maskhadov, o chefe da FSB, Nikoly Patrushev, declarou que forças especiais unidas haviam feito uma operação de incendiamento de Tolstoy-Yurt, durante a qual foi morto o jihadista internacional e líder de grupos armados Maskhadov, e presos os seus mais próximos companheiros de armas. Patrushev afirmou além disso que a unidade de operações especiais queria capturar o líder checheno vivo para interrogá-lo, mas ele foi morto acidentalmente com uma granada lançada em um bunker no qual estava escondido. Parece que Maskhadov havia ordenado aos seus guardas que fugissem, antes de enfrentar sozinho as forças especiais russas. A televisão russa mostrou um cadáver que se assemelhava decididamente com Maskhadov. Akhmed Zazayev, um dos seus mais próximos aliados, que agia como porta-voz e ministro do exterior, declarou a uma rádio russa que provavelmente Maskhadov foi verdadeiramente morto, e que um novo líder checheno seria escolhido em poucos dias. Putin recompensou os responsáveis pela execução com medalhas. Pouco depois da morte de Maskhadov, o conselho dos rebeldes chechenos designou Abdul-Halim Sadulayev para o comando das operações. Ainda que as circunstâncias da morte de Maskhadov sejam pouco claras, os russos declararam que a sua guarda de corpo o teria acidentalmente matado no caos fogo a fogo. Segundo uma outra versão, o líder checheno teria sido morto por forças fiéis ao vice prêmier Ramzan Kadyrov, que havia jurado vingar o homicídio do pai, Akhmad Kadyrov. Segundo outro relato não confirmado, o presidente checheno foi deliberadamente assassinado depois de ter sido atirado em um colóquio com a contraparte russa, que deveria ter sido desenvolvido por alguns negociadores estrangeiros.
Quatro checenos Vakhit Murdashev, Viskhan Hadzhimuradov, Skanarbek Yusupov e Ilias Iriskhanov foram capturados no curso da operação. Desde 10 de outubro de 2005 o caso se achava em juízo na Alta Corte da República Chechena. Segundo as suas provas, Maskhadov foi capturado durante os preparativos para um acordo de paz com as autoridades da Federação Russa.

## A sepultura desconhecida
Em 24 de abril de 2006 o gabinete do procurador geral russo refutou oficialmente entregar os restos mortais de Aslan Maskhadov aos seus parentes para que o mesmo fosse sepultado. A recusa foi descrita como legal:
Maskhadov A.A., conjuntamente com o terrorismo, foi penalmente responsável por diversos graves crimes cometidos no território da Federação Russa. Isto considerado, se decidiu suprimir suas atividades e ele foi procurado para a nossa proteção. O sepultamento desses indivíduos segue as leis. Aqueles que morrem por conta de ações terroristas, decide o governo da Federação Russa em 20 de março de 2003, que o corpo não é restituído e o lugar do sepultamento não é comunicado.
A família de Maskhadov, desde aquele momento, se empenhou para obter a restituição de seus restos mortais, ou pelo menos descobrir onde foram enterrados.

## Vida familiar
Maskhadov se desposou com 17 anos. Sua mulher Kusama se formou como professora. Tiveram dois filhos: um homem, Anzor, que tomou parte nas ações militares da Primeira Guerra Chechena e uma mulher, Fatima. Os Mashkadov tiveram um neto, nascido em 4 de maio de 1994, chamado Shamil, em memória do imã Shamil e uma neta.